# Piazza Manfredo Fanti
Die Piazza Manfredo Fanti ist ein rechteckig angelegter Platz im Verwaltungsbezirk (rione) Esquilino der italienischen Hauptstadt Rom. Der Platz befindet sich unweit des Bahnhofs Roma Termini. Benannt ist er nach dem italienischen General Manfredo Fanti. Der Platz wird umgangssprachlich auch als Piazza dell'Acquario bezeichnet.

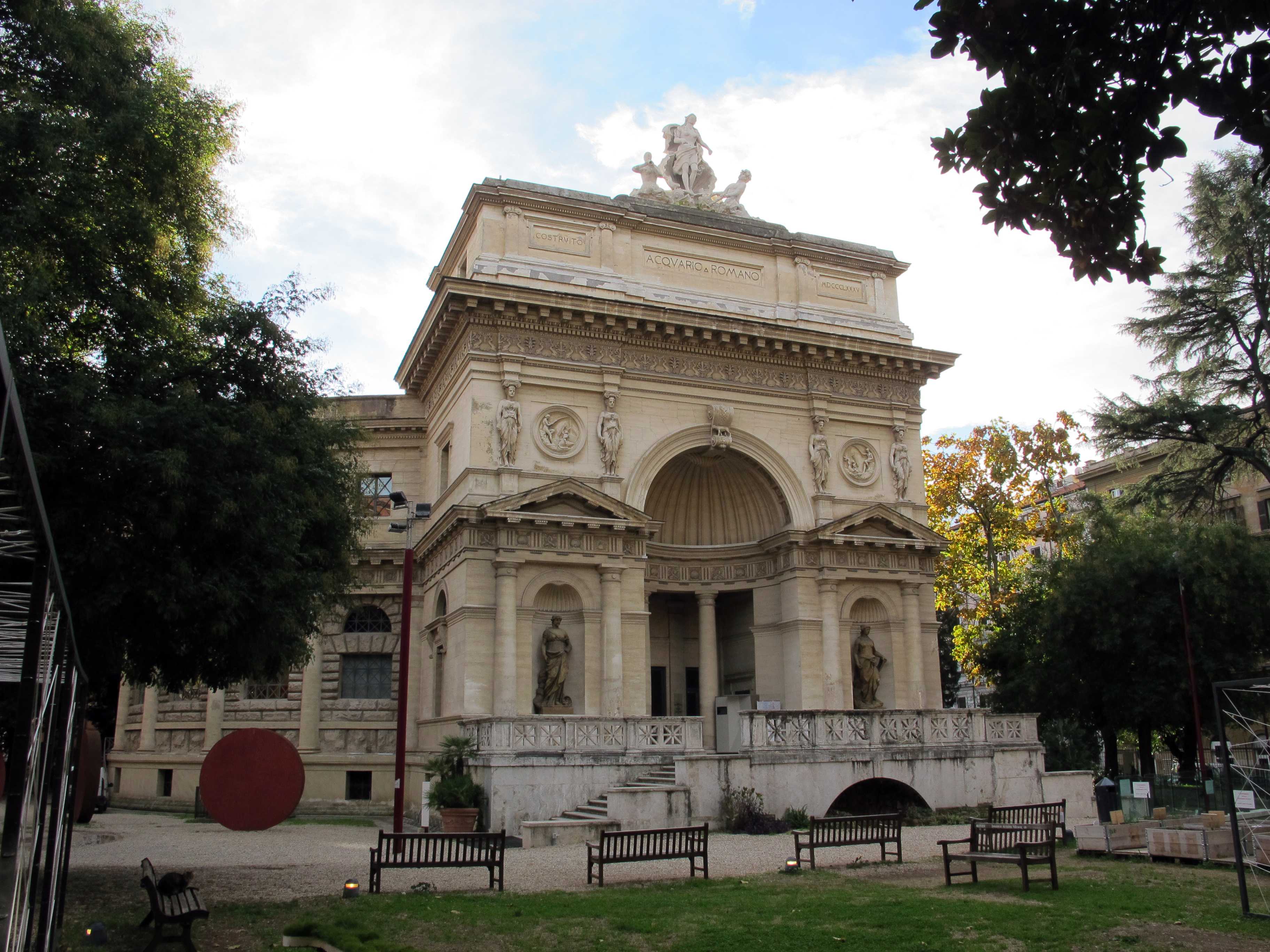
Piazza Fanti, Acquario

## Acquario Romano
Auf dem Platz befindet sich das Acquario Romano (Römisches Aquarium). Das Bauwerk wurde von Ettore Bernich konzipiert und zwischen 1885 und 1887 errichtet. Es wurde nur wenige Jahre als Aquarium genutzt. 1891 ging das Gebäude von der Società dell'Acquario Romano in den Besitz der Stadt Rom über. Es wurde im Laufe der Jahre unter anderem als Veranstaltungsort für Messen und Ausstellungen genutzt und diente auch als Depot für das nahegelegene Teatro dell’Opera. Heute beherbergt das Acquario Romano die Casa dell’Architettura, einer Organisation zur Förderung der Römischen und zeitgenössischen architektonischen Kultur. Die Casa dell’Architettura organisiert im Acquario Romano im Rahmen ihrer Zielsetzung Ausstellungen, Konferenzen und sonstige Veranstaltungen.
Das Bauwerk weist typische Merkmale der Architektur aus der Ära von König Umberto I. auf. Der Grundriss ist kreisförmig mit einem Pronaos und Ädikulä, in denen sich Statuen mit maritimem Bezug befinden.

## Archäologische Funde
Auf dem Platz sind Reste des Agger Tarquinii, eines Abschnitts der Servianischen Stadtmauer zu besichtigen.